# 八草東インターチェンジ
八草東インターチェンジ（やくさひがしインターチェンジ）は、愛知県豊田市八草町にある猿投グリーンロードのインターチェンジである。
八草ICと八草東IC間の通行は、料金所やETCを経由しないため無料となる。

## 歴史
当ICは2005年、愛・地球博開催に合わせて供用開始された。愛・地球博長久手会場 - 八草駅のシャトルバスは、当ICから八草駅に向かっていた。

## 接続する道路
- 愛知県道523号広久手八草線

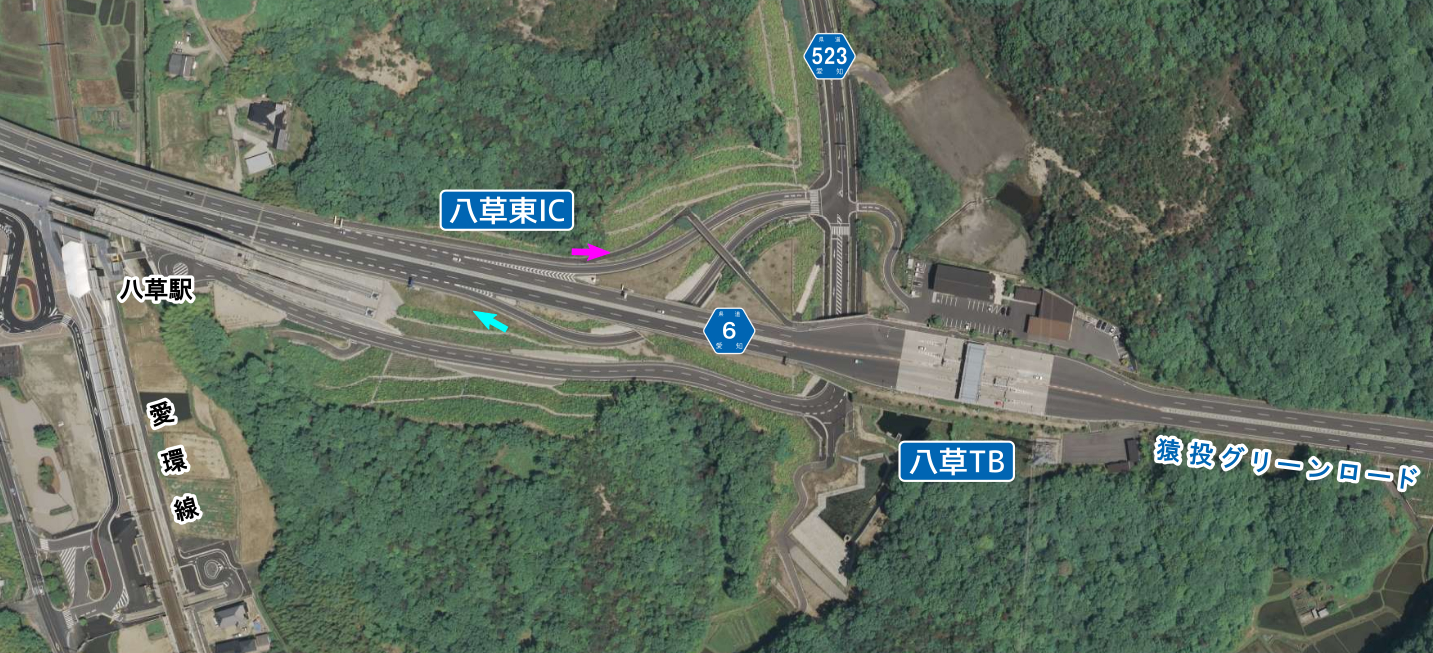
帰属：国土交通省「国土画像情報（カラー空中写真）」配布元：国土地理院地図・空中写真閲覧サービス

## 周辺
- 愛知環状鉄道・愛知環状鉄道線 / 愛知高速交通東部丘陵線（リニモ） 八草駅
- 愛知工業大学
- あいち海上の森センター

## 隣のインターチェンジ
猿投グリーンロード
八草IC - 八草東IC - 八草TB - 加納IC